# Índice FIRJAN de Desenvolvimento Municipal
O Índice Firjan de Desenvolvimento Municipal (IFDM) analisa o desenvolvimento socioeconômico de cada um dos mais de 5 mil municípios brasileiros, em três áreas: Emprego & Renda, Educação e Saúde. Elaborado pela Federação das Indústrias do Estado do Rio de Janeiro (Firjan), com base em dados oficiais disponibilizados pelos Ministérios da Economia, da Educação e da Saúde, o IFDM possibilita recorte municipal, estadual, regional, nacional, por áreas de interesse, entre outros.

## Abrangência
O IFDM analisa o desenvolvimento socioeconômico de todos os municípios brasileiros.

## Indicadores
O estudo é composto por três indicadores: 

### Emprego & Renda
O foco é no mercado formal de trabalho, analisando geração de emprego com carteira assinada, taxa de formalização do mercado de trabalho, geração de renda, massa salarial real no mercado de trabalho formal, Índice de GINI de desigualdade de renda no trabalho formal. A fonte dos dados é o Ministério da Economia, que incorporou o extinto Ministério do Trabalho.

### Educação
As informações utilizadas para análise são atendimento à educação infantil e cinco dados a respeito do Ensino Fundamental: abandono, distorção idade-série, docentes com ensino superior, média de horas-aula diárias, resultado do Índice de Desenvolvimento da Educação Básica (Ideb). Os dados trabalhados são do Ministério da Educação. 

### Saúde
São considerados os seguintes componentes: proporção de atendimento adequado de pré-natal, óbitos por causas mal definidas, óbitos infantis por causas evitáveis e Internação Sensível à Atenção Básica (Isab). A fonte dos dados é o Ministério da Saúde. 

## Metodologia e leitura
O IFDM utiliza como referência para a metodologia as metas e parâmetros nacionais e o padrão de desenvolvimento encontrado em países mais avançados. O estudo disponibiliza dados a partir de 2005 e permite que cada município seja analisado de forma independente ou comparado aos demais, com os indicadores “Emprego & Renda”, “Educação” e “Saúde” agregados ou separados, e ao longo dos anos. 
O índice varia de 0 a 1 ponto, sendo que quanto mais próximo de 1 maior o desenvolvimento socioeconômico do município. Com base na pontuação alcançada, cada um deles é classificado nos conceitos de alto desenvolvimento, com resultados superiores a 0,8 ponto; desenvolvimento moderado, entre 0,8 e 0,6 ponto; desenvolvimento regular, entre 0,6 e 0,4 ponto; ou baixo desenvolvimento, inferiores a 0,4 ponto.

## Recortes e resultados
Alguns resultados IFDM 2018 / Ano-base 2016:

### Nacional / Geral
A edição do IFDM 2018, ano base 2016, traz comparações com outros anos da série histórica, iniciada em 2005, e mostra o impacto da crise econômica no desenvolvimento dos municípios brasileiros. O IFDM voltou a subir em 2016, interrompendo uma série de duas quedas seguidas, e alcançou 0,6678 ponto.
A análise de anos anteriores mostra que, a partir de 2014, o país mergulhou em uma forte recessão, o que fez com que os indicadores de mercado de trabalho acumulassem perdas recordes. Com isso, em 2015, o IFDM Brasil recuou ao menor nível desde 2011, refletindo, sobretudo, o desempenho negativo da vertente Emprego & Renda, que anulou o progresso observado nas áreas de Educação e Saúde.
Essa crise custou ao menos três anos ao desenvolvimento dos municípios. Então, em 2016, o IFDM Brasil ficou abaixo do nível observado em 2013, apesar do crescimento, inclusive nas três vertentes que compõem o estudo.

### Por vertente
·        Educação – Brasil tem 1/5 das crianças em idade pré-escolar fora das salas de aula.
·       Emprego & Renda – Crise pode causar década perdida no mercado de trabalho das cidades.
·       Saúde – Rio Grande do Sul e Paraná lideram em cidades com a saúde mais desenvolvida do Brasil.

### Por município
·        Florianópolis é a capital com melhor desenvolvimento socioeconômico do país.
·        Rio é a capital que mais perdeu posições na recessão.
·        Londrina, no Paraná, sobe 74 posições no IFDM 2018.
·        Itaperuna e Nova Friburgo se destacam no estado do Rio.
·        Região de Campinas tem 11 cidades entre as 100 mais desenvolvidas.
·        Andradas é a cidade mais bem colocada do Sul de Minas Gerais.
·        As 100 cidades mais desenvolvidas do Brasil.

### Por estado
·        91,8% das cidades do Ceará têm desenvolvimento socioeconômico alto ou moderado.
·        99% dos municípios paulistas têm desenvolvimento alto ou moderado.
·        Número de municípios do estado do Rio com alto rendimento cai entre 2013 e 2016.

### Por região
·        Região Centro-Oeste se destaca na vertente Emprego & Renda.
·        Nordeste tem apenas 1,6% das cidades mais desenvolvidas do país.
·        Sul e Sudeste concentram 91% dos municípios mais desenvolvidos.

### Análise especial
Dois “Brasis” – O Brasil continua sendo um país fortemente dividido, com extremos cada vez mais evidentes. O Sul continua sendo a região mais desenvolvida, com 98,8% dos municípios classificados com desenvolvimento moderado ou alto e nenhum classificado em baixo desenvolvimento. A região Sudeste tem perfil semelhante. Já entre as 100 cidades mais bem colocadas, 58 estão no estado de São Paulo.
O Centro-Oeste alcançou o padrão Sul-Sudeste, com 92,4% dos municípios com desenvolvimento moderado ou alto e nenhum com baixo desenvolvimento. Já as regiões Norte e Nordeste tiveram, respectivamente, 60,2% e 50,1% das suas cidades com desenvolvimento regular ou baixo e juntas respondem por 87,2% do total de municípios nessas classificações.
O ranking dos 500 mais desenvolvidos (Top 500) foi composto, essencialmente, por municípios das regiões Sudeste (50%) e Sul (41%). A região Centro-Oeste ficou com 7% das cidades. O Nordeste ocupou apenas oito posições entre os 500 maiores IFDMs do país. Já na região Norte, apenas a capital do Tocantins, Palmas, ficou entre os 500 maiores. No grupo dos 500 municípios menos desenvolvidos, o domínio é das regiões Nordeste (68%) e Norte (28%). A região Sudeste ficou com apenas 2,6% dos municípios nessa lista e o Centro-Oeste com 1%, ao passo que o Sul não teve nenhuma cidade entre os piores IFDMs do país.

## Declaração de dados
O ranking geral compreende 5.471 cidades brasileiras, onde vivem 99,5% da população. Foram excluídos da análise os novos municípios para os quais ainda não existiam dados. São eles: Pescaria Brava e Balneário Rincão, em Santa Catarina; Mojuí dos Campos, no Pará; Pinto Bandeira, no Rio Grande do Sul; e Paraíso das Águas, no Mato Grosso do Sul, que eram distritos e foram emancipados em 2013. Também foram excluídos 94 municípios em que foram observadas ausência, insuficiência ou inconsistência de dados. 
- Wikinotícias